# Sjónvarpið

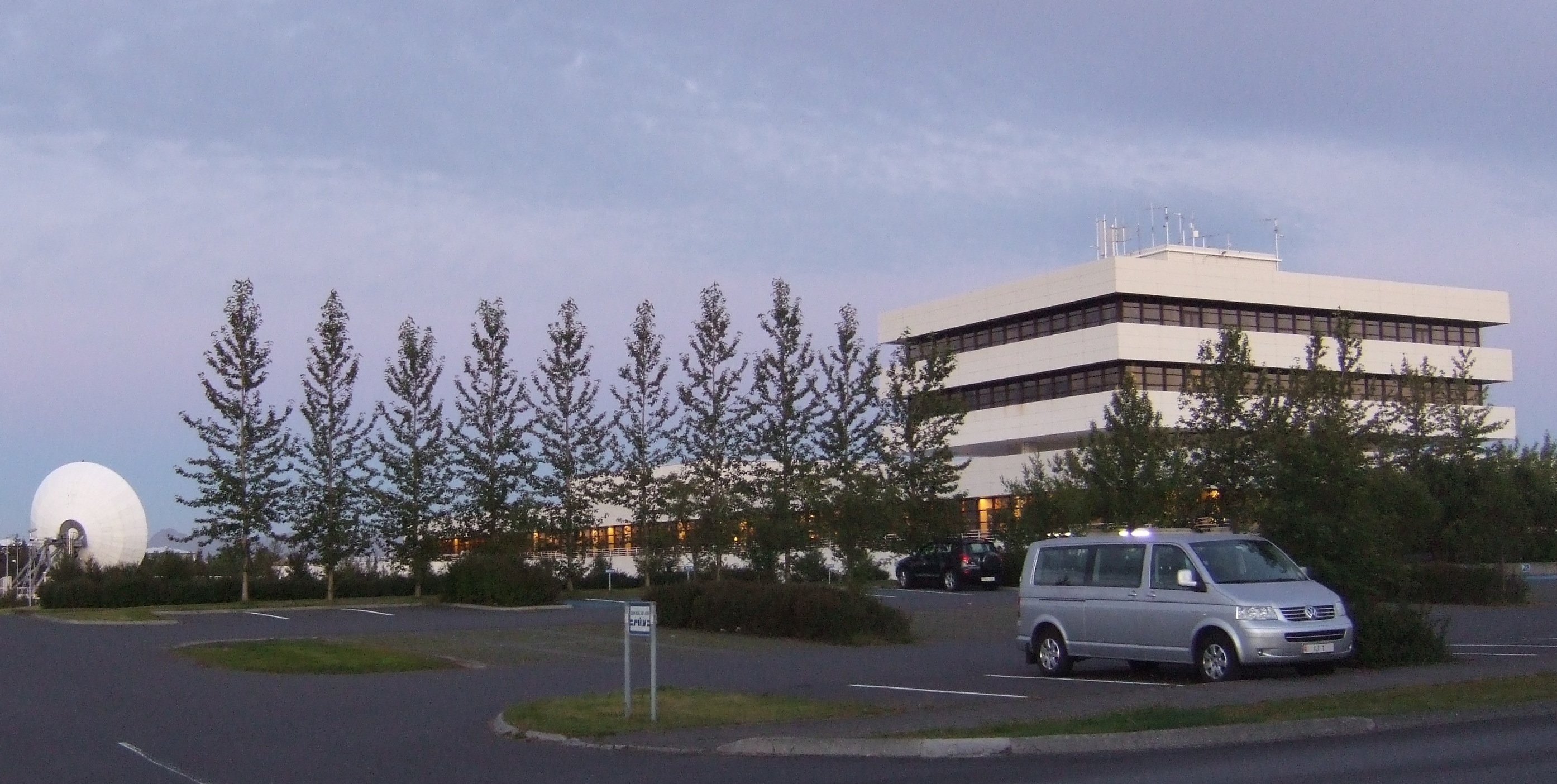
Sediul RÚV din Reykjavík

Sjónvarpið (în română Televiziunea) este canalul de televiziune al Ríkisútvarpið (RÚV) - Radioteleviziunea Națională Islandeză. Canalul transmite știri, programe culturale, emisiuni pentru copii, transmisiuni sportive, filme și programe de divertisment.